# Antal István János
Antal István János (Szatmárnémeti, 1958. augusztus 31. –) romániai magyar politikus.

## Életpályája
2016-ban választották meg a konstancai választókerület RMDSZ listáin. A Gazdaságpolitikai, Reform- és Privatizációs Bizottság, valamint a visszaélések, korrupciók és petíciók kivizsgálásával foglalkozó bizottság tagja, a román parlamentnek a Fekete-tengeri Gazdasági Együttműködés Parlamenti Közgyűlésébe delegált küldöttségének tagja.
Parlamenti karrierje során a Türkmenisztán Köztársasággal folytatott Barátsági Parlamenti Csoport elnöke, valamint a Szaúd-Arábiával és a Szíriai Arab Köztársasággal fenntartott Barátsági Parlamenti Csoport tagja.

## Fordítás
- Ez a szócikk részben vagy egészben  az   István-János Antal című román Wikipédia-szócikk ezen változatának fordításán alapul.  Az eredeti cikk szerkesztőit annak laptörténete sorolja fel. Ez a jelzés csupán a megfogalmazás eredetét és a szerzői jogokat jelzi, nem szolgál a cikkben szereplő információk forrásmegjelöléseként.